# 巴塞隆納伯國
巴塞隆納伯國最初是卡洛林王朝統治下早期設置的邊疆行政區域，正確說法是「巴塞隆納伯爵領地」，統治者是巴塞隆納伯爵家族，首府是巴塞隆納。隨著10世紀的結束，巴塞隆納的伯爵不再跟法國的卡洛林王朝宣誓效忠，世襲的統治者們與伊斯蘭教的後倭馬亞王朝及它的繼承國家進行了接連不斷的戰事。巴塞隆納伯爵透過聯姻及條約，吞併其他的加泰隆尼亞諸伯國並增長他們在歐西坦尼亞的影響力。巴塞隆納形成了過去短暫的加泰隆尼亞親王國的核心。 十二世紀，巴塞隆納伯爵拉蒙·貝倫格爾四世和鄰國亞拉岡王國的公主佩德羅尼拉結婚，巴塞隆納伯爵領地就和阿拉貢王國合在一起，成為阿拉貢王國的一部分，在西班牙裡被稱為Corona de Aragón（意思就是「阿拉貢的王冠」），王冠是佩德羅尼拉公主帶來的。1164年，巴塞隆納伯爵拉蒙·貝倫格爾四世跟亞拉岡王國公主佩德羅尼拉的兒子阿方索一世繼承了亞拉岡王國（作為阿方索二世）。從那時起，巴塞隆納伯國的歷史納入了亞拉岡王國之中，但巴塞隆納城依舊保持為王國內的一個顯要城市。

## 起源
伯國的起源追溯到8世紀早期，也就是穆斯林控制了西班牙的西哥德王國的北部頂土（今日的西班牙東北部及法國南部）之時期。法蘭克王國在擊退來自穆斯林的遠征入侵後，在加洛林君主的統治下，陸續建立了一系列的西班牙與哥希亞邊疆區。透過佔領摩爾人於8世紀入侵的塞普提馬尼亞（Septimania）、庇里牛斯山周圍的領土、以及尤其是伊比利半島的東北部，來達成、做為這些邊疆區的設立地點。這些伊比利東部的領土人口由來自哥希亞邊疆區的居民重組而成。
這次的設立形成了在穆斯林的伊比利半島與亞奎丹公國、普羅旺斯之間的一個有效緩衝區。

## 法蘭克人的統治
在785年的征服赫羅納，以及特別是在801年亞奎丹國王虔誠者路易征服巴塞隆納城並納入法蘭克王國之後，這些區域便由法蘭克人支配著。巴塞隆納伯國就是在此處建立，向法蘭克國王稱臣。第一位巴塞隆納伯爵是貝拉（801年-820年在位）。
最初，伯國的主權是由當地的（西哥德）貴族支配的。然而，貝拉採取的與穆斯林安達盧斯盡力維持和平共處的政策， 導致他被指控背叛法蘭克國王。在一場鬥爭失敗後，根據西哥德的律法，貝拉被廢除並且驅逐，而伯國的政府改由法蘭克人貴族領導， 例如蘭澎（Rampón）及塞普提馬尼亞的貝爾納多（Bernardo of Septimania）。然而，在844年烏赫爾-塞爾丹亞的蘇尼弗雷德一世被指派為巴塞隆納伯爵後，代表西哥德的貴族重新獲得了法蘭克國王的信任。

## 自治與統一
然而，加泰隆尼亞諸伯國與法蘭克君主的連結是日益衰弱的。當伯國的貴族開始確實他們的家族繼承權後，自治的權力便更加強化了。這個舉動伴隨著諸伯國之間相互統一的過程，以致形成更大的政治實體。伯爵威弗雷德·埃爾·維悠索，是蘇尼弗雷德的兒子，也是最後一位由法蘭克國王任命的伯爵，主導了這段過程。他統一了數個在他掌控下的伯國，並且透過繼承的方式將這些伯國一併傳位給他的子嗣。威弗雷德後來死於穆斯林的手中。 雖然他將他的諸伯國分封給他的兒子們，巴塞隆納、赫羅納及歐索納等形成核心的伯國維持沒有分裂的狀態（雖然一些歷史學家如拉蒙·馬蒂，質疑赫羅納是否最初即在威弗雷德兒子們的統治之下，並且認為安普利亞斯伯國在908年前控制著赫羅納伯國）。

## 獨立
在10世紀期間，巴塞隆納的伯爵們增長他們的政治權力，並且使自己更加疏離來自法蘭克人的影響力。之後在985年，伯爵博雷爾二世統治時，巴塞隆納被阿曼蘇爾領軍的穆斯林攻擊、焚城。伯爵逃往蒙特塞拉特山脈避難，等待來自法蘭克國王的救援，而法蘭克的援軍從未出現，導致伯爵心中產生怨恨。 在988年，卡洛林王朝的統治終止，而被卡佩王朝取代。博雷爾二世被要求向新的法蘭克國王宣誓效忠，但在法蘭克國王必須向北方進軍來解決一場衝突的情形下，沒有證據證明博雷爾有答應這個要求。這被解釋為伯國實質上獨立的起始點。完整的獨立性由亞拉岡國王海梅一世透過1258年的科爾貝條約取得。
之後，巴塞隆納伯國在接任的伯爵們統治下，增長了重要性及擴張了領土。伯國佔領了其他的西班牙諸伯國，並且透過與安達盧斯的數場戰爭，以及在數個區域如塔拉哥納及鄉村周遭進行重新移民，來緩慢的向南拓展領土。
博雷爾二世的統治權由依序由他的子孫拉蒙·博雷爾、貝倫格爾·拉蒙一世繼任， 貝倫格爾·拉蒙一世的母親是強而有力的卡爾卡松的埃爾梅辛迪，他的繼承人為拉蒙·貝倫格爾一世。拉蒙·貝倫格爾一世進行了幾項政策來強化伯國的實力：降服在佩內德斯（Penedes ）叛亂的貴族；與烏赫爾及帕亞爾斯伯爵聯手合作；吞併卡爾卡松及拉塞斯（Rasez）伯國；襲擊來自薩拉哥薩及萊里達王國的賤民；以及更新伯國內的立法機構來允許巴塞隆納習俗法的採用。 這些是一系列在往後幾年會增加的法規及習俗。根據拉蒙·貝倫格爾一世的意願，他決定不再分裂他的領土，但是他轉變統治權給他的兩個雙胞胎兒子聯合統治，即為拉蒙·貝倫格爾二世與貝倫格爾·拉蒙二世。
後來拉蒙·貝倫格爾二世遇刺身亡，引發一場危機，他的兄弟貝倫格爾·拉蒙二世被指控為兄弟自相殘殺的兇手，其後貝倫格爾·拉蒙二世死於第一次十字軍東征，在這場危機後，拉蒙·貝倫格爾二世的兒子兼繼承人拉蒙·貝倫格爾三世得以穩固並擴張伯國的領土。 他征服了安普利亞斯伯國的部分領土，以及領導一個廣大的聯盟，同時試圖攻佔馬約卡島，但是因為伊比利半島上的穆拉比特王朝軍隊來勢洶洶而被迫得放棄它。 他還透過繼承的方式取得了貝薩盧與薩丁尼亞伯國，逐漸的形成一片與曾經稱為老加泰隆尼亞（Old Catalonia）的地區相似的領土。他也朝向萊里達遷移，並且在邊界區域如塔拉哥納城進行重新移民，有效地在該城重建主教教座。在1112年，他也透過與普羅旺斯女伯爵朵兒莎（Dolça）的婚姻吞併該伯國，達成他位於外庇里牛斯（trans-Pyrenean）地區的統治權擴張。

## 亚拉冈联合王国的诞生
然而另外一场婚姻，由巴塞隆纳的拉蒙·贝伦格尔四世与亚拉冈的佩德罗尼拉所组成的，达成了一起王室联姻－巴塞隆纳伯爵与亚拉冈王室。於是拉蒙·贝伦格尔四世在去世前除了是巴塞隆纳伯爵外，还是亚拉冈亲王。他们的儿子阿方索二世，是第一个同时兼任巴塞隆纳伯爵的亚拉冈国王，从此时起所有的国王头衔皆称为亚拉冈联合王国国王。 十三世纪到十四世纪是阿拉贡王国的扩张时期，而伯国仍然由亚拉冈国王兼任的巴塞隆纳伯爵统治，当时阿拉贡王国的疆域只北达现在法国普罗旺斯地区 （ Roussillon 胡西庸）、南达阿利坎特 （Alicante），西皆卡斯蒂亚 （Castilla），东抵现在义大利的萨丁岛、西西里岛、那不勒斯、希腊的雅典等地，成为地中海的海上强国。
到了十五世纪初，阿拉贡王国的马蒂诺二世 (西西里)年仅25岁的独子於西元1409年去世，未婚亦无後代，因此马蒂诺二世 (西西里)国王於西元1410年去世後，阿拉贡王国的国位就无人继承，最後，由於卡斯佩协定（Caspe Agreement）的签订，1412年卡斯提亚王国的王子斐迪南一世 (阿拉贡)被选为阿拉贡国王，继承王位，因为斐迪南一世 (阿拉贡)是马蒂诺二世 (西西里)国王嫁到卡斯提亚王国的妹妹的次子，伯国的所有权让因此渡给卡斯蒂利亚王国的特拉斯塔马拉王朝（Trastámara dynasty，源生於卡斯提亚）。
1469年斐迪南一世 (阿拉贡)还未继承王位的孙子费尔南多二世 (阿拉贡)与卡斯蒂利亚王国的公主伊莎贝拉一世 (卡斯蒂利亚)结婚，婚後分别继承王位，联军攻打占据伊比利半岛将近八百年的伊斯兰教人，於1492年攻下伊斯兰教人最後的据点格拉纳达。从此以後，收复失土运动成功，西班牙恢复成为天主教国家。卡斯提亚与亚拉冈之间的王室联姻，把巴塞隆纳伯国融入西班牙领土里。
费尔南多二世 (阿拉贡)国王与伊莎贝拉一世 (卡斯蒂利亚)女王育有有五个子女，因为长女、长子早逝无嗣，所以，王位由次女疯女胡安娜继承，而疯女胡安娜嫁给神圣罗马帝国皇帝马克西米连一世之子美男子腓力，他们的儿子查理五世从母亲那边继承了西班牙，从父亲那边继承了神圣罗马帝国，从此哈布斯堡王朝入主西班牙，而巴塞隆纳伯国也因此成为哈布斯堡王朝管辖领土的一部分。更甚之，西班牙的王位继承人除了继承西班牙国王的头衔之外，还会继承巴塞隆纳伯爵的头衔，巴塞隆纳伯爵的头衔在今日已与西班牙王位合并。

## 伯爵头衔的放弃
早在十三世纪末，佩德罗三世 (阿拉贡)国王时，阿拉贡王国就和巴塞隆纳伯爵领地的议会定约，国王必须经过加泰隆尼亚地区「三权」(军队、教会和民众)的授权才可以公布新的法令或增加税收。在各个会议期间，议会和国王及社会代表之间交涉领地管理和进贡捐赠的新法律。这就是最初期的一种自治形式。
1700年西班牙的哈布斯堡王朝的卡洛斯二世(西班牙)去世，西班牙哈布斯堡王朝因此绝嗣，卡洛斯二世(西班牙)死前遗嘱宣明传位甥孙安茹公爵腓力，腓力同时是法国国王路易十四的次孙。这引起了奥地利哈布斯堡王室的不满，他们认为西班牙的王位应该由同是哈布斯堡王室的奥地利大公查理（即後来的皇帝查理六世）继承，因此法兰西王国的波旁王室与奥地利的哈布斯堡王室为争夺西班牙帝国王位，引发的一场欧洲大部份君主制国家参与的西班牙王位继承战争。
古巴塞隆纳伯国，即现在的加泰隆尼亚地区，先向法国的安茹公爵腓力宣誓效忠，後来因为奥地利哈布斯堡王室给的条件比较优惠，转而加入奥地利哈布斯堡王室的阵营，反对法国的安茹公爵腓力入主西班牙王位。然而，在1711年，神圣罗马帝国皇帝约瑟夫一世去世，查理大公即位，是为查理六世，这使得查理对西班牙王位要求的合理性降低；同时德意志联军在1712年的德南战役失利，维拉尔元帅再度领军，击溃欧根亲王重要的分支部队。因此，在1713年4月11日，法国与除奥地利外的反法同盟各国，即英国、荷兰、勃兰登堡、萨伏依和葡萄牙，签订了《乌得勒支和约》；而在1714年，法国再与奥地利签订《拉什塔特和约》。而西班牙方面，则於1713年7月，与英国签订《英西条约》及《西班牙-萨伏依条约》；1714年6月，与荷兰签订《西荷条约》；1715年2月，与葡萄牙签订《西葡条约》。西班牙王位继承战争至此正式结束。
而古巴塞隆纳伯国，即现在的加泰隆尼亚地区，对和约丝毫不知情，因此孤军奋斗，对抗法国、西班牙军队，直到1714年九月11日巴塞隆纳城被攻陷为止，从此西班牙王位由哈布斯堡王朝转到法国波旁王室手中，安茹公爵腓力继位为费利佩五世。
新上任的费利佩五世对於在西班牙王位继承战争後期支持奥地利大公查理的地区实施中央集权法令、自治权遭废除。对於较早战败的亚拉冈地区、瓦伦西亚地区，费利佩五世实施的法令非常严苛，相较之下，对於较晚战败的古巴塞隆纳伯国，即现在的加泰隆尼亚地区，费利佩五世颁布新基本法令不算特别严苛，但是，却直接废除巴塞隆纳伯国的权利。
在十八、十九世纪波旁王室的中央集权统治之下，加泰隆尼亚的政治区域在加泰隆尼亚自治法规1932年的自治法规中再被界定。
1975年佛朗哥去世，1978年西班牙行宪，加泰隆尼亚的政治区域在1979年及2006年的自治法规中再度恢復。。
胡安·卡洛斯一世国王的父亲胡安·德·波旁曾采用、恢复巴塞隆纳伯爵这个过去的爵位，在他去世後，巴塞隆纳伯爵的头衔再次回归为西班牙国王的王室头衔。